# Кооперативная компьютерная игра

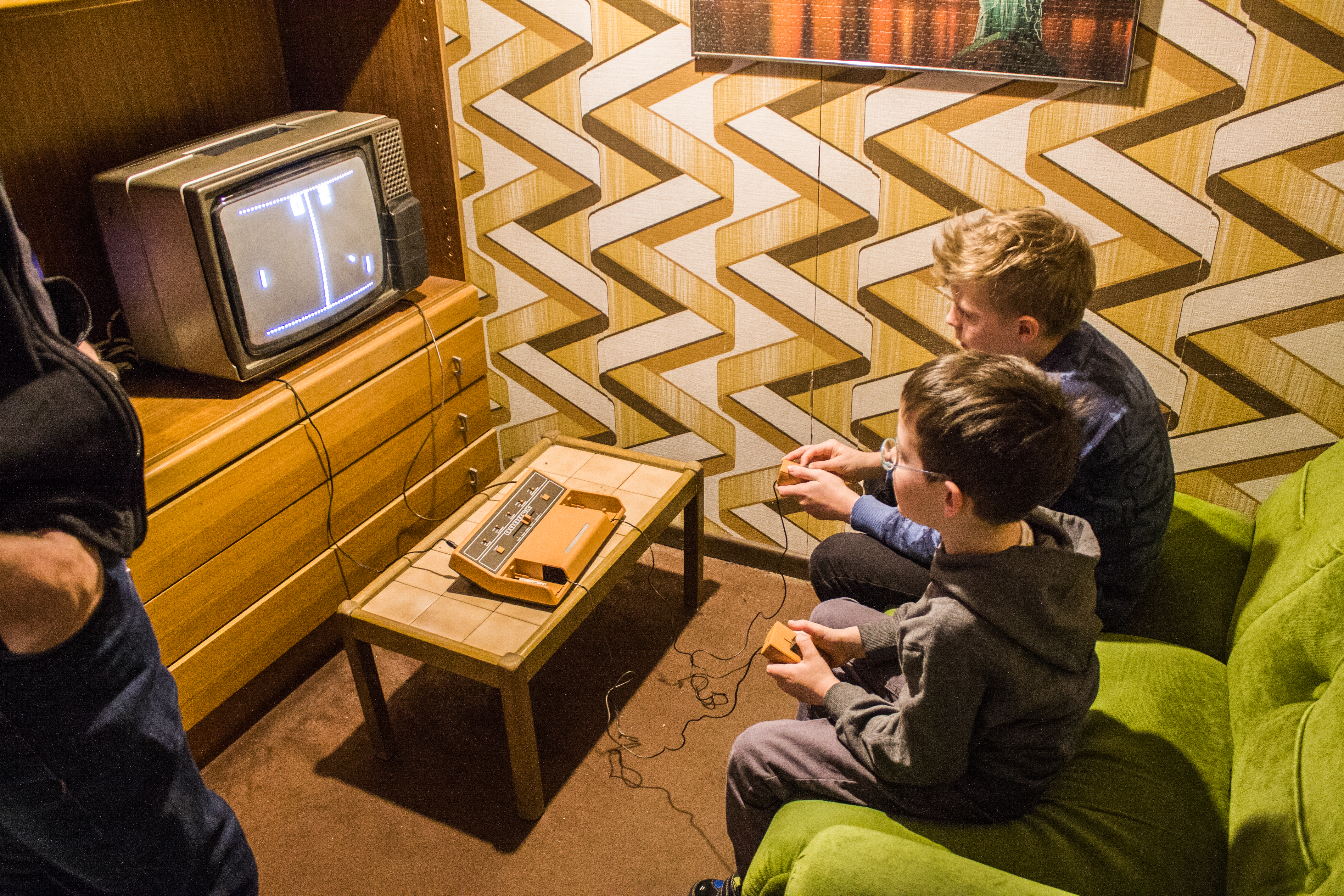
Консоль «Pong» первого поколения в ретро-инсталляции 1970-х годов в Берлинскиом музее компьютерных игр

Кооперативная игра (от англ. cooperative game — совместная игра, сокращённо co-op) — вид многопользовательских компьютерных игр, в котором два игрока и более сотрудничают друг с другом, совместно решая какие-либо задачи. Это может быть сражение против управляемых искусственным интеллектом противников, совместное творчество и т. д. Кооперативным играм противопоставляются соревновательные (англ. competitive game) многопользовательская игра в форме PvP или deathmatch, где игроки противостоят друг другу.
Кооперативная игра в режиме splitscreen (несколько человек на одной машине) была популярна на игровых приставках и первых персональных компьютерах. Первая видеоигра с возможностью совместной игры датируется 1973 годом, когда Atari выпустила аркадную видеоигру Pong Doubles, которая представляла собой парную версию их популярной аркадной игры Pong (1972). В 1978 году возможность кооперативной игры была представлена в другой аркадной игре Atari — Fire Truck. Вышедшая в начале 1980-х игра Wizard of Wor предлагала одиночные, соревновательные или совместные игры для двух игроков. Прорывом в развитии кооперативных игр стал выход игры Doom в 1993 году. До четырех игроков могли проходить всю игру вместе, играя на разных компьютерах по локальной сети.
Бум игры через интернет привёл к тому, что разработчики начали отказываться от кооперативной игры, предлагая взамен различные виды соревнований (начиная от простого deathmatch'а и заканчивая сложными командными играми, например, Team Fortress). Кооперативная составляющая игр развилась в онлайн-игры жанра MMORPG.